# Стократ
«Стократ» — фантастический роман Марины и Сергея Дяченко, впервые изданный в 2012 году. По жанру «Стократ» представляет собой фэнтези с элементами научной фантастики, а также философскую притчу; это цикл рассказов-притч, объединённых личностью главного героя, причём каждая притча — завершённый и целостный рассказ, который можно было бы читать и отдельно от романа.

## Сюжет
Главный герой романа, Стократ, оказался на чужой планете ещё младенцем и в таком же возрасте попал в приют, откуда вышел закалённым бойцом, и лишь случайность — причина тому, что он стал грозой разбойников, а не сам оказался разбойником, и что стал убивать убийц, а не купцов и стражников, как случилось в одной из альтернативных веток реальности. Мир, по которому скитается Стократ, — условно-средневековый, он полон чудес и страданий. В этом мире слепые лесовики создают вкусовые симфонии, некрасивая девушка создаёт из огня прекрасные замки, одушевлённая Тень подчиняет себе людей, а Лесной Царь забирает у своих данников годы жизни. Этот мир полон душегубов, лукавых колдунов, глупых правителей, а также правителей умных и властолюбивых. Однако больше всего Стократа беспокоит судьба девушки, на спине которой изображена карта Обитаемого Мира. Всё, происходящее с атласом на спине девушки, отражается на окружающей реальности…
Выясняется, что весь мир на этой планете создан ребёнком, упавшим с неба в космической капсуле, причём сам творец не знает о том, что он — творец. Мир вышел сказочным, нестабильным, поскольку он воплощает собой ярость покинутого маленького ребёнка, его отношение к людям, его страх. И, когда девушка, носящая на спине карту мира, встречается с главным героем, мир встречается со своим творцом. Для дальнейшего существования этого мира необходимо, чтобы творец научился любить. Ребёнок вырос и теперь способен держать свой Мир на руках и отвечать за его жизнь.

## Литературные особенности
Дарья Маркова в рецензии, опубликованной в журнале «Знамя», отмечает, что рассказы, входящие в роман «Стократ», насыщены яркими деталями и образами, и в этих рассказах по-новому преломляются излюбленные темы Дяченко. Роман объединяет в себе разные темы: отданного времени, языка как основы мира, ответственности, платы, зависимости и взаимоотношений творца и сотворённого. «Стократ» является итоговой для творчества Дяченко книгой: во-первых, в ней зафиксирован общий принцип построения их текстов, отражённый в самом прозвище главного героя и в его звучащих лейтмотивом вопросах без ответа: «Сто раз спрошу, промолчи в ответ, стократ дороже такой ответ» (по этому принципу выстроены едва ли не все произведения Дяченко, традиционно заканчивающиеся открытыми финалами, и на размышление читателю остаются вопросы без прямого ответа); во-вторых, отражена одна из самых значимых дяченковских тем — язык и вопрос его связи с сознанием, слово и его роль. Так, в «Стократе» повествуется в том числе о народе лесовиков, утратившем зрение и отказавшемся от обычной, вербальной речи; вместо неё они изъясняются вкусами, воспринимаемыми при поедании блюд, и обычным людям для общения с лесовиками нужны переводчики, а главный герой новеллы — языковед. Маркова пишет, что «в „Стократе“ можно вкушать каждую новеллу по отдельности и ощущать, как возникает новый вкус-смысл из их сочетания, чувствовать, как простые сюжеты, вечные темы, философское наполнение и этическая проблематика оживают вместе с тщательно прописанным мерцающим миром». 
Критик Василий Владимирский отмечает недостатки композиции романа, указывая, что «книга сумбурная, путанная, наполненная отступлениями и флэшбэками, сбивающими читателя с толку». Владимирский предполагает, что такая композиция служит цели передать запутанность, нелинейность течения времени в описываемом мире: например, на страницах книги действуют не меньше трёх Стократов — с тремя сходными, но отличающимися в деталях биографиями. Часто в своих произведениях Дяченко ставят героев (и читателей) перед морально неоднозначным выбором, но здесь это достоинство так усилено, что становится недостатком. Герой слишком часто вынужден принимать решения, влияющие на судьбу Обитаемого Мира: граница между главным и второстепенным размыта, и притупляется острота конфликта.
Писатель и критик Владимир Пузий в публикации в журнале «Мир фантастики» утверждает, что сквозного действия в книге нет, она распадается на ряд отдельных эпизодов. В романе присутствуют два магистральных вектора: забота Стократа о девушке, носящей на спине карту мира, и тайна происхождения героя. Но ряд новелл, занимающих немалую часть книги (в частности, одна из лучших новелл — «Язык»), не связан ни с этой девушкой, ни с загадкой происхождения Стократа. Авторы стремились привязать эти новеллы к магистральной линии, однако выглядит такая привязка искусственно. Пузий также пишет, что фэнтезийный план повествования напоминает ранние произведения Дяченко, но мир в «Стократе» прописан не так ярко, много выглядящих условно трактиров, городков, персонажей. Часто не менее условны и чувства, переживаемые героями, а сам Стократ похож на улучшенную версию ведьмака Геральта и Волкодава, пользующуюся очередной модификацией волшебного меча.